# Broward Mall
Broward Mall es un centro comercial de un nivel de 1.0 millones de pie cuadrado localizado en Plantation, Florida, un suburbio de Fort Lauderdale. 

## Historia

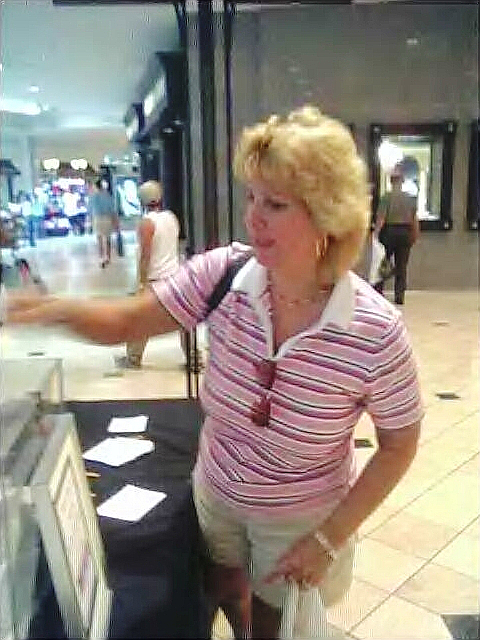
Muchacha haciendo shopping en el "Broward Mall" en 1995

El centro comercial fue uno de los primeros en ser creado en el área metropolitana de la "Gran Miami", a finales del siglo XX.
Su nombre inicialmente era Broward Mall, ya que era el principal en el condado Broward County, al oeste de la importante ciudad Fort Lauderdale.
El centro comercial recientemente completó un millonario proyecto de renovación, en la cual es propiedad y co-operado por Westfield Group. El centro comercial cuenta con 125 tiendas, cuatro tiendas departamentales, y una variedad de restaurantes. 
Anteriormente el centro comercial era propiedad de Mills y lo operó entre 2003 y 2007. Simon Malls operó el centro comercial en 2007. 
En noviembre, Westfield adquirió oficialmente el centro comercial y lo cambió a "Westfield Broward." Es el séptimo centro comercial Westfield en la Florida y uno de los dos en el Sur de la Florida. (el otro es el Westfield Westland Mall en Hialeah).
En el 2020, con la crisis provocada por el Covid 19, el centro comercial ha empezado a sufrir serios problemas financieros, por lo que en el 2021 hay nuevos proyectos de restructurarlo en un centro comercial al abierto (sin los excesivos gastos creados por el uso de aire acondicionado centralizado en el área común interna).

## Anclas
- Dillard's (150,000 pies cuadrado)
- JCPenney (160,000 pies cuadrado)
- Macy's (201,500 pies cuadrado)
- Sears (209,609 pies cuadrado)

## Antiguas anclas
- Burdine's, fue cambiada por una Macy's
- Jordan Marsh, fue cambiada por una Mervyn's, y ahora Dillard's